# Uniwersytet Kalifornijski w Santa Barbara
Uniwersytet Kalifornijski w Santa Barbara (ang. University of California, Santa Barbara), skrótowo nazywany UC Santa Barbara lub UCSB – jeden z dziesięciu uniwersytetów wchodzących w skład Uniwersytetu Kalifornijskiego.

## Historia
Poprzednikiem uczelni była Anna S.C. Blake School for Girls, założona w 1891 roku, szkoła dla dziewcząt przygotowująca głównie do zawodu nauczycielskiego. W 1909 roku została ona przekształcona w Santa Barbara State Normal School of Manual Arts and Home Economics, która oferowała dwuletnie kursy nauczycielskie, gospodarstwa domowego, czy języków obcych. W 1919 roku rektor Clarence Phelps poszerzył program o kształcenie nauczycieli wszystkich podstawowych przedmiotów. Uczelnia zmieniła nazwę na Santa Barbara State Normal School. Kolejne zmiany nazwy miały miejsce w roku 1921 (na Santa Barbara State Teachers College) oraz w 1935 (Santa Barbara State College). Absolwenci uczelni zaczęli wówczas otrzymywać dyplomy sztuk wyzwolonych.
W 1944 roku uczelnia została wcielona w strukturę Uniwersytetu Kalifornijskiego jako Santa Barbara College of the University of California. W 1954 roku uczelnia zmieniła lokalizację – przeniosła się z Santa Barbara na teren dawnej bazy marynarki w sąsiednim mieście Goleta. Obecną nazwę nadano uniwersytetowi w 1958 roku.

## Laureaci Nagrody Nobla, pracujący na UCSB[1]
- Shūji Nakamura (fizyka, 2014)
- Finn E. Kydland (ekonomia, 2004)
- David Gross (fizyka, 2004)
- Alan Heeger (chemia, 2000)
- Herbert Kroemer (fizyka, 2000)
- Walter Kohn (chemia, 1998)

## Sport
Przy uczelni działa akademicki klub sportowy UC Santa Barbara Gauchos, w którym występowali:
- Jason Lezak (pływak)
- Brian Shaw (koszykarz)
- Craig Wilson (piłkarz wodny)
- Eric Fonoimoana (siatkarz plażowy)
- Todd Rogers (siatkarz plażowy)